# Zachern
Zachern ist eine nach Hans Zacher benannte Methode zur Bestimmung der Flugeigenschaften von Segelflugzeugen.
Diese systematische Untersuchung der Flugeigenschaften erfolgt in zwei Schritten:
1. Bei Thermikwetter werden Langsamflugverhalten, Ruderwirkung, Wendigkeit, Seitenstabilität, Ruderabstimmung … untersucht.
2. Es folgen Versuche zum statischen und dynamischen Verhalten des Flugzeuges. Dazu lässt man sich bei ruhiger Luft auf etwa 1300 Meter Höhe schleppen und untersucht die Höhenruderwege und -kräfte bei unterschiedlichen Geschwindigkeiten (statisches Verhalten). Danach wird die Bahnschwingung (Phygoide) erflogen: Dazu wird vom eingetrimmten Zustand aus verlangsamt und der Steuerknüppel losgelassen. Die nun einsetzende Schwingung wird durch Messen der Periodendauer sowie durch Beschreiben des Flugzeugverhaltens dokumentiert. Unterschieden werden dabei: 
  - stabil: Schwingung klingt nach weniger als 6 Perioden ab
  - labil: Flugzeug schwingt sich auf (Amplitude wird größer)
  - indifferent: Ausführung von 6 Schwingungen gleicher Amplitude möglich

Das Zachern wird mit wenigen und einfachen Hilfsmitteln anhand des Zacher-Protokolls durchgeführt. Benutzt werden: Stoppuhr, Bandmaß, Handkraftmesser und ein Phipsitheta genannter transparenter Winkelmesser, der an der Cockpithaube in Blickrichtung des Piloten befestigt wird. 
Das Phipsitheta dient zur Abschätzung der Winkel zwischen dem flugzeugfesten und dem geodätischen Koordinatensystem, und damit zur Bestimmung der Flugzeugbewegung: φ (Phi) ist der Winkel zwischen der Flugzeuglängsachse und einem festen Punkt am Horizont, θ (Theta) in der Querachse und Psi (ψ) in der Flugzeughochachse.
Nicht zu verwechseln sind Flugeigenschaftsbestimmungen mit Flugleistungsvermessungen von Segelflugzeugen, die ebenfalls regelmäßig von der Idaflieg beim jährlichen Sommertreffen auf dem Flugplatz Aalen-Heidenheim durchgeführt werden.

## Weblink und Quelle
- Erläuterung des Zacherns